# Mount Tod, British Columbia
Mount Tod är ett berg i Kanada.   Det ligger i provinsen British Columbia, i den södra delen av landet, 3 300 km väster om huvudstaden Ottawa. Toppen på Mount Tod är 2 155 meter över havet.
Terrängen runt Mount Tod är kuperad åt nordost, men åt sydväst är den bergig. Mount Tod är den högsta punkten i trakten. Trakten runt Mount Tod är nära nog obefolkad, med mindre än två invånare per kvadratkilometer.. 
I omgivningarna runt Mount Tod växer i huvudsak barrskog.